# Derfflinger-Klasse
Die Derfflinger-Klasse war eine Klasse von drei Schlachtkreuzern (offiziell als Große Kreuzer bezeichnet) der Kaiserlichen Marine. Sie waren die letzten in Deutschland fertiggestellten und eingesetzten Schiffe dieses Typs.
Der Tradition entsprechend erhielten die drei Einheiten Namen deutscher Militärführer und folgten auf das Einzelschiff Seydlitz. Das Typschiff Derfflinger war nach dem brandenburgischen Generalfeldmarschall Georg von Derfflinger benannt.

## Entwurf
War die vorhergehende Seydlitz noch eine evolutionäre Fortentwicklung der älteren Schlachtkreuzer der kaiserlichen Marine, so war mit der Derfflinger-Klasse eine vollkommen neue Konstruktion erarbeitet worden. Die Klasse war ferner die erste Schlachtkreuzer-Klasse, die in Glattdeckbauweise gebaut wurde. Alle Vorgängerschiffe hatten vom Bug bis zum Heck eine absteigende Decksanzahl. Die Derfflinger war damit das erste Großkampfschiff der kaiserlichen Marine, das diese Neuerung besaß. Diese Bauweise war möglich geworden, weil man das Schiff im Vergleich zu den Vorgängern deutlich verlängerte und dadurch eine lange Back erhielt, die besseren Schutz der Geschütze gegen überkommendes Wasser bot. Im unteren Bereich des Rumpfes gab es ein neuartiges Längsspantsystem, das sich bereits bei Kleinen Kreuzern bewährt hatte. Der Bug wurde ebenfalls neu konstruiert und war über der Wasserlinie vollkommen senkrecht ausgelegt. Die Schiffe der Klasse waren elegant geschnitten und wurden als die schönsten Großkampfschiffe der kaiserlichen Marine angesehen.
Im Laufe des Krieges wurde der schmale Röhrenmast entfernt und durch einen Dreibeinmast ersetzt, wie ihn die neuesten deutschen Großkampfschiffe der Bayern-Klasse besaßen, um einen Artillerieleitstand und einen Beobachtungsstand aufzunehmen.

Das Panzerungsschema der Derfflinger-Klasse

Die Schlachten auf der Doggerbank (Januar 1915) und im Skagerrak (31. Mai – 1. Juni 1916) stellten die Standfestigkeit der Derfflinger-Klasse unter Beweis und zeigten gleichzeitig das britische Missverhältnis zwischen Panzerung auf der einen und Hauptartillerie und Maschinenanlage auf der anderen Seite auf. In beiden Schlachten wurde die Derfflinger erheblich beschädigt, konnte jedoch den Rückmarsch mit eigener Kraft antreten und war nach kurzer Werftüberholung wieder voll einsatzbereit. Spätere Bewertungen kamen zu dem Urteil, dass die Derfflinger ihren britischen Pendants ebenbürtig, wenn nicht sogar überlegen war. Das vorteilhafte Verhältnis zwischen Panzerung, Geschwindigkeit und Hauptbewaffnung konnte von einigen Schwächen, wie der niedrigeren Geschwindigkeit und dem gegenüber gleichaltrigen britischen Schiffen geringeren Geschossgewicht einer Breitseite, nicht beeinträchtigt werden.
Ein ernsthaftes Manko der Derfflinger-Klasse war jedoch der Torpedoraum im Bug, der dem Schwesterschiff Lützow in der Skagerrakschlacht zum Verhängnis wurde.
Alle drei Einheiten wiesen leichte konstruktive Unterschiede auf, insbesondere die Hindenburg, die etwas größer und mit deutlich leistungsstärkerer Maschinenanlage ausgestattet war als die Derfflinger.

### Bewaffnung
Die Hauptbewaffnung bestand aus acht 30,5-cm-Schnellladegeschützen in vier Doppeltürmen, je zwei in überfeuernder Aufstellung im Bug und Heck der Schiffe. Diese wurden von vorn nach achtern als „A“- bis „D“-Turm bzw. in Anlehnung an das Sprechfunkalphabet als „Anna“-, „Berta“-, „Cäsar“- und „Dora“-Turm bezeichnet. Die turmeigenen Entfernungsmessgeräte der Hindenburg hatten eine breitere Basis und waren nicht oben, sondern seitlich vorn an den vier Doppeltürmen angebracht.
Die Mittelartillerie bestand aus zwölf (Derfflinger) bis vierzehn (Lützow und Hindenburg) 15-cm-Geschützen in Einzelkasematten auf Höhe des Batteriedecks.
Weiterhin waren vier Torpedorohre des Kalibers 50 cm (bei Lützow und Hindenburg 60 cm) in den Rumpf unterhalb der Wasserlinie eingebaut, je eines mit Richtung nach vorn, nach hinten und zu beiden Seiten. Nach der Schlacht am Skagerrak und dem Verlust der Lützow nach einem Treffer im Bugtorpedoraum wurde das Bugtorpedorohr allerdings entfernt und der zugehörige Raum unterteilt.
Die Schiffe waren außerdem mit acht Fla-Geschützen des Kalibers 8,8 cm bestückt, von denen jedoch zu Kriegsbeginn die Hälfte zur Ausrüstung von Hilfsschiffen abgegeben wurde.
Die Hauptunterschiede in der Bewaffnung zu den Vorgängerschiffen lagen in der Steigerung des Kalibers der Hauptartillerie von 28,0 cm auf 30,5 cm. Damit lag man zwar noch unter dem Kaliber der vergleichbaren britischen Schlachtkreuzer, jedoch waren die deutschen Granaten von besserer Qualität und ihre Durchschlagskraft den britischen Gegenstücken ebenbürtig, da die deutschen Geschütze eine größere Mündungsgeschwindigkeit hatten. Aus Gewichtsgründen verringerte man jedoch die Anzahl der Türme von fünf auf vier.
Eine weitere Neuerung im deutschen Großkampfschiffbau war die Anordnung der Hauptartillerie in der Mittelschiffslinie. Hierbei wurden die vier Türme jeweils am Bug und am Heck hintereinander angeordnet, so dass die inneren Türme die äußeren überschießen konnten. Die Vorgängerschiffe, etwa der Moltke-Klasse, hatten noch eine asymmetrische Anordnung im Mittelschiff mit seitlich versetzten „Flügeltürmen“. Die unteren Türme befanden sich jetzt ein Deck tiefer als früher, weshalb das Batteriedeck an Bug und Heck erhöht wurde, um das erforderliche Freibord zu erlangen.

### Antrieb
Wie bei den Linienschiffen dieser Periode gab es eine gemischte Kohle-Öl-Befeuerung. Die Dauergeschwindigkeit war gegenüber der Seydlitz leicht erhöht.